# 刈羽郡
刈羽郡（日语：／ Kariwa gun */?）在歷史上曾經出現過兩次。
1. 越後國的一郡。
2. 新潟縣的郡。明治時代根據郡區町村編制法創立。

目前的新潟縣刈羽郡有人口4,836人，面積26.28平方公里。管轄有刈羽村一村。

## 外部連結
- 長岡地域合併協議會
- 柏崎刈羽地域合併協議會